# Andrej Nikolajevič Tupoljev
Andrej Nikolajevič Tupoljev (rusko Андрей Николаевич Туполев), ruski letalski konstruktor, * 10. november 1888, † 23. december 1972.
V svoji karieri je zasnoval oz. nadziral delo nad načrtovanjem več kot 100 različnih letal, ki so postavili 78 svetovnih rekordov. Zaradi zaslug je postal častni član Kraljeve aeronavtične družbe in Ameriškega inštituta za aeronavtiko in astronavtiko, akademik Akademije znanosti ZSSR (1953), generalpolkovnik vojnega letalstva (1968) in trikratni heroj socialističnega dela (1945, 1957, 1972).

## Življenje
Rodil se je v vasi Pustomazovo pri mestu Kimri kot šesti izmed sedmih otrok. Leta 1908 je maturiral na lokalni gumnaziji in šolanje nadaljeval na Imperialni moskovski tehniški šoli. Pod mentorstvom Nikolaja Žukovskega je zgradil enega prvih veternih tunelov na svetu, ki je postal osnova za aerodinamični laboratorij na šoli.
Leta 1911 je bil obtožen sodelovanja z revolucionarji in aretiran. Za tri leta je bil izgnan nazaj v rojstno mesto, nakar se je vrnil v Moskvo, kjer je leta 1918 diplomiral.
Leta 1920 je bila šola preimenovana v Moskovsko višjo tehniško šolo, Tupoljev pa je bil predavatelj o osnovah aerodinamičnega računanja.
Od leta 1929 do svoje smrti je bil vodja moskovskega Centralnega aero in hidrodinamičnega inštituta (CAGI), kljub temu da je bil med letoma 1937 in 1944 v zaporu.
Pokopan je na moskovskem pokopališču Novodeviči.